# Championnat d'Argentine de football 1932
Navigation
Saison précédente Saison suivante
La saison 1932 du Championnat d'Argentine de football était la 2e édition professionnelle de la première division argentine. Le championnat rassemble les 18 meilleures équipes du pays au sein d'une poule unique, où chaque club rencontre tous ses adversaires 2 fois, à domicile et à l'extérieur.
C'est le River Plate qui termine en tête du championnat et remporte le 2e titre de champion d'Argentine de son histoire, après avoir battu le Independiente lors d'un match de barrage pour le gain du championnat. Les deux clubs avaient terminé à égalité de points en tête du championnat.

## Les 18 clubs participants
| \| Buenos Aires La Plata \| Villes représentées lors de la saison 1932 |
| Buenos Aires La Plata                                                  |

- Boca Juniors
- San Lorenzo de Almagro
- Estudiantes (La Plata)
- River Plate
- Racing Club
- Independiente
- Chacarita Juniors
- Huracán
- Velez Sarsfield
- Ferro Carril Oeste
- Argentinos Juniors
- Gimnasia y Esgrima (La Plata)
- Platense
- Quilmes
- Talleres (Remedios de Escalada)
- Tigre
- Lanús
- Atlanta

## Compétition

### Classement
Le classement est établi en utilisant le bareme suivant :
- Victoire : 2 points
- Match nul : 1 point
- Défaite, forfait ou abandon : 0 point

| Rang | Équipe                          | Pts | J  | G  | N  | P  | Bp | Bc | Diff |
| ---- | ------------------------------- | --- | -- | -- | -- | -- | -- | -- | ---- |
| 1    | River Plate                     | 50  | 34 | 22 | 6  | 6  | 81 | 43 | +38  |
| 1    | Independiente                   | 50  | 34 | 22 | 6  | 6  | 70 | 40 | +30  |
| 3    | Racing Club                     | 49  | 34 | 20 | 9  | 5  | 59 | 26 | +33  |
| 4    | Boca Juniors T                  | 46  | 34 | 20 | 6  | 8  | 82 | 45 | +37  |
| 5    | San Lorenzo de Almagro          | 45  | 34 | 17 | 11 | 6  | 83 | 44 | +39  |
| 6    | Estudiantes (La Plata)          | 40  | 34 | 16 | 8  | 10 | 80 | 62 | +18  |
| 7    | Gimnasia y Esgrima (La Plata)   | 37  | 34 | 15 | 7  | 12 | 78 | 61 | +17  |
| 8    | Vélez Sársfield                 | 37  | 34 | 15 | 7  | 12 | 48 | 52 | -4   |
| 9    | Huracán                         | 35  | 34 | 14 | 7  | 13 | 58 | 62 | -4   |
| 10   | Platense                        | 35  | 34 | 13 | 9  | 12 | 57 | 63 | -6   |
| 11   | Ferro Carril Oeste              | 33  | 34 | 13 | 7  | 14 | 64 | 59 | +5   |
| 12   | Quilmes                         | 32  | 34 | 13 | 6  | 15 | 50 | 67 | -17  |
| 13   | Chacarita Juniors               | 31  | 34 | 12 | 7  | 15 | 74 | 73 | +1   |
| 14   | Argentinos Juniors              | 23  | 34 | 6  | 11 | 17 | 40 | 65 | -25  |
| 15   | Lanús                           | 18  | 34 | 6  | 6  | 22 | 37 | 74 | -37  |
| 16   | Talleres (Remedios de Escalada) | 17  | 34 | 5  | 7  | 22 | 44 | 74 | -30  |
| 17   | Tigre                           | 17  | 34 | 5  | 7  | 22 | 49 | 94 | -45  |
| 18   | Atlanta                         | 17  | 34 | 6  | 5  | 23 | 32 | 82 | -50  |

|  | Qualification pour le barrage pour le titre |
|  | Relégation en Segunda Division              |
|  | T : Tenant du titre                         |

### Matchs

#### Match pour le titre
| 20 novembre 1932 | River Plate                               | 3 - 0 | Independiente | San Lorenzo de Almagro    |                           |
|                  | Ferreyra 11e · Peucelle 22e · Zatelli 38e |       |               | Arbitrage : Eduardo Forte | Arbitrage : Eduardo Forte |

## Bilan de la saison
| Tableau d'Honneur                   |             |
| Compétition                         | Vainqueur   |
| Championnat d'Argentine de football | River Plate |

| Promotions et relégations    |       |
| Promus en Primera Division   | Aucun |
| Relégués en Segunda Division | Aucun |